# Anne-Sophie Frigout
Anne-Sophie Frigout (nascida a 11 de Abril de 1991) é uma educadora e política francesa afiliada ao Reagrupamento Nacional. Foi eleita deputada pelo 2.º círculo eleitoral de Marne durante as eleições legislativas francesas de 2022. Anteriormente, foi vice-presidente do partido Debout la France.
Foi eleita Deputada ao Parlamento Europeu (MEP) nas eleições para o Parlamento Europeu de 2024. Foi candidata no 2.º círculo eleitoral de Marne nas eleições legislativas francesas de 2024.
Frigout formou-se como professora e leccionou numa escola secundária antes de trabalhar como professora de geografia e história numa faculdade de educação superior em Fismes.
Frigout começou na política como membro do Debout la France e serviu como vice-presidente do partido. Foi cabeça-de-lista do Marne nas eleições regionais de 2015, ao lado de Laurent Jacobelli, mas não foi eleita. Em 2021, esteve na mesma lista do Reagrupamento Nacional e obteve sucesso.
Candidatou-se à DLF no primeiro círculo eleitoral de Marne nas eleições legislativas francesas de 2017, mas foi eliminada na primeira-volta, ficando em sétimo lugar. Nas eleições de 2022 para a Assembleia Nacional Francesa, foi seleccionada para concorrer no 2.º círculo eleitoral de Marne e foi eleita.
No dia 2 de Dezembro de 2022, a sua eleição foi anulada pelo Conselho Constitucional.